# João Reis Pedreira
João Reis Pedreira (Lisboa, 11 de Julho de 1977) cantor e compositor português que ficou conhecido por participar com o seu pai Paulo Pedreira, num Programa da SIC - Família Superstar - desde então que gravou 2 discos participou em vários projetos e tem dado vários concertos pelo País. Concorreu em 2010 ao Festival RTP da canção com o tema Destino qualquer.
| João Reis Pedreira   | João Reis Pedreira                         |
| -------------------- | ------------------------------------------ |
|                      |                                            |
| Informação geral     |                                            |
| Nome completo        | João Paulo Reis Aljustrel Ribeiro Pedreira |
| Nascimento           | 11 de Julho de 1977 (43 anos)              |
| Origem               | Lisboa                                     |
| País                 | Portugal                                   |
| Género(s)            | Pop, Acústico                              |
| Instrumento(s)       | vocal e guitarra                           |
| Período em atividade | 2005– Presente                             |
| Gravadora(s)         | Farol Musica                               |
| Afiliação(ões)       | Coral Tatto, Kilindu                       |
| Página oficial       | Youtube - João Reis Pedreira               |

## Biografia
João Pedreira demonstra desde cedo a sua paixão pela música, aos 12 anos recebe a sua primeira guitarra e aos 14 começa a estudar  música na banda filarmónica da aldeia onde vivia em Colares, a Tuba passa a ser o seu novo instrumento. Conciliando a escola, com o futebol e a música aos 15 anos forma uma banda de garagem e assume-se como vocalista e guitarrista, cantou com os seus irmãos e o seu pai Paulo Pedreira que era cantor em Angola. 
Aos 17 anos vai estudar para Inglaterra e foi nesta altura que deu os primeiros passos na composição de musicas e letras.  

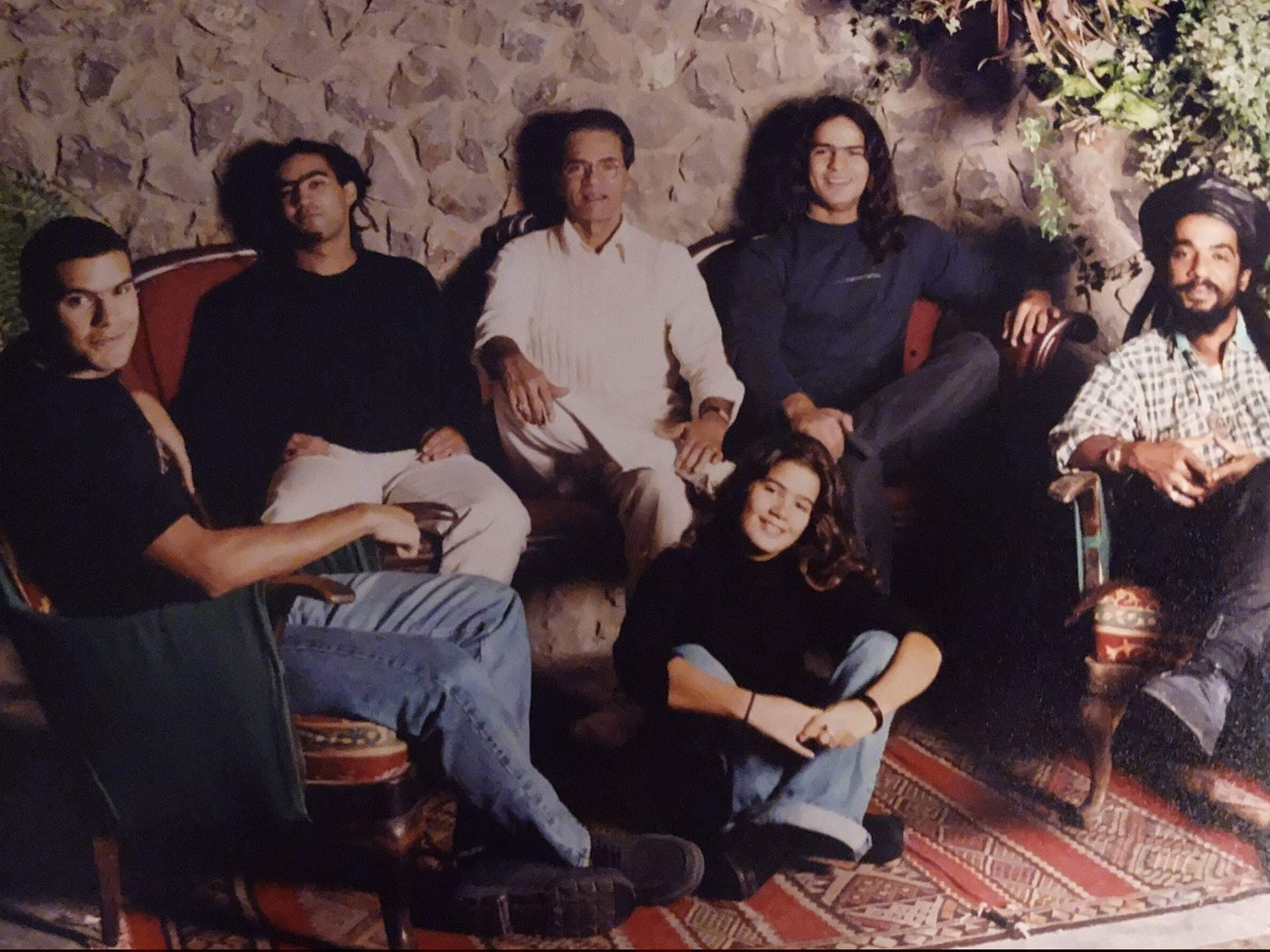
Avalanche com Raul Indipwo

Mais tarde volta para Portugal e é em meados de 1997 que ele e os irmãos formam uma Banda de Originais os “Avalanche”. Durante vários anos a Banda tocou em bares, festas e festivais como Toca’Abrir, Rampa de Lançamento - um festival organizado pela Camara Municipal de Sintra. Para promover os seus temas originais tiveram também a oportunidade de parecer em alguns programas de televisão com o apoio de Raul Indipwo (Duo Ouro Negro).  
Em 2005 grava o seu primeiro single “Minha Corrente” produzido por Rui Fingers, e passou em várias rádios nacionais.
Em 2007, João Pedreira e o seu Pai, concorrem ao programa Família Superstar na SIC ganham a atenção do público com interpretações como “Somebody to Love” (Queen), “The Worls is not enough” (James Bond), “What a wonderful World” (Louis Armstrong), entre outras, que os leva a ser a família favorita durante semanas seguidas. A Família Pedreira chegou assim até à final do programa em que venceu a Filipa Azevedo. 
O seu primeiro álbum surge com o fim do programa, “Segredos” é um disco de canções originais produzido por Miguel Camilo, que conta com coros e violinos na sua produção. Com esta obra, João Reis Pedreira assume as suas influências musicais, desde o Pop ao Reggae e Bossa Nova. 
Em 2010 concorreu ao Festival RTP da canção com o tema Destino qualquer. 
Mais tarde em 2012 é convidado pelo amigo Pedro Alves Duarte a fazer parte do projeto Kilindu, um projeto que liga a Música Portuguesa, o Fado, Jazz Latino, Bossa Nova, Morna e Samba. A produção deste álbum teve a supervisão do grande produtor americano Robert Cutarella.
Em 2017 lança novas músicas o EP encontros 4 músicas com mensagens simples, histórias de amor que falam dos encontros e desencontros da vida.
EM 2018 abraça outro projeto desafiado por Sérgio Martins para ser vocalista dos Coral Tatto. Uma banda de Rock português com letras e musicas da autoria de João Reis Pedreira. 
Atualmente encontra-se a trabalhar em músicas novas para o próximo disco.  

## Discografia

### A Solo
Álbuns
- 2010 - Segredos

- 2017 - Encontros

- 2019 - Segredos edição digital

### Com Kilindu
- 2014 - Álbum Kilindu

### Com Coral Tatto

##### Singles 2018
- Não fui eu

- Longe de mim

- LSD Longa Sensação Diurna